# Carex hangzhouensis
Carex hangzhouensis là một loài thực vật có hoa trong họ Cói. Loài này được C.Z.Zheng, X.F.Jin & B.Y.Ding mô tả khoa học đầu tiên năm 2005.